# Unge Ahmed
|  | Denne artikel er oprettet af botten Steenthbot ud fra en ekstern database. Den kan derfor have sproglige fejl eller mangler. Denne skabelon kan fjernes efter kontrol af indholdet. |

Unge Ahmed er en belgisk spillefilm fra 2020 instrueret af Jean-Pierre Dardenne og Luc Dardenne.

## Handling
Den belgiske teenager, Ahmed er på vej ad en ekstremistisk sti, hvor han præges af sin imams tolkning af Koranen og begynder at udtænke et angreb mod sin skolelærerinde.

## Medvirkende
- Idir Ben Addi
- Olivier Bonnaud
- Myriem Akheddiou
- Victoria Bluck